# Gerze

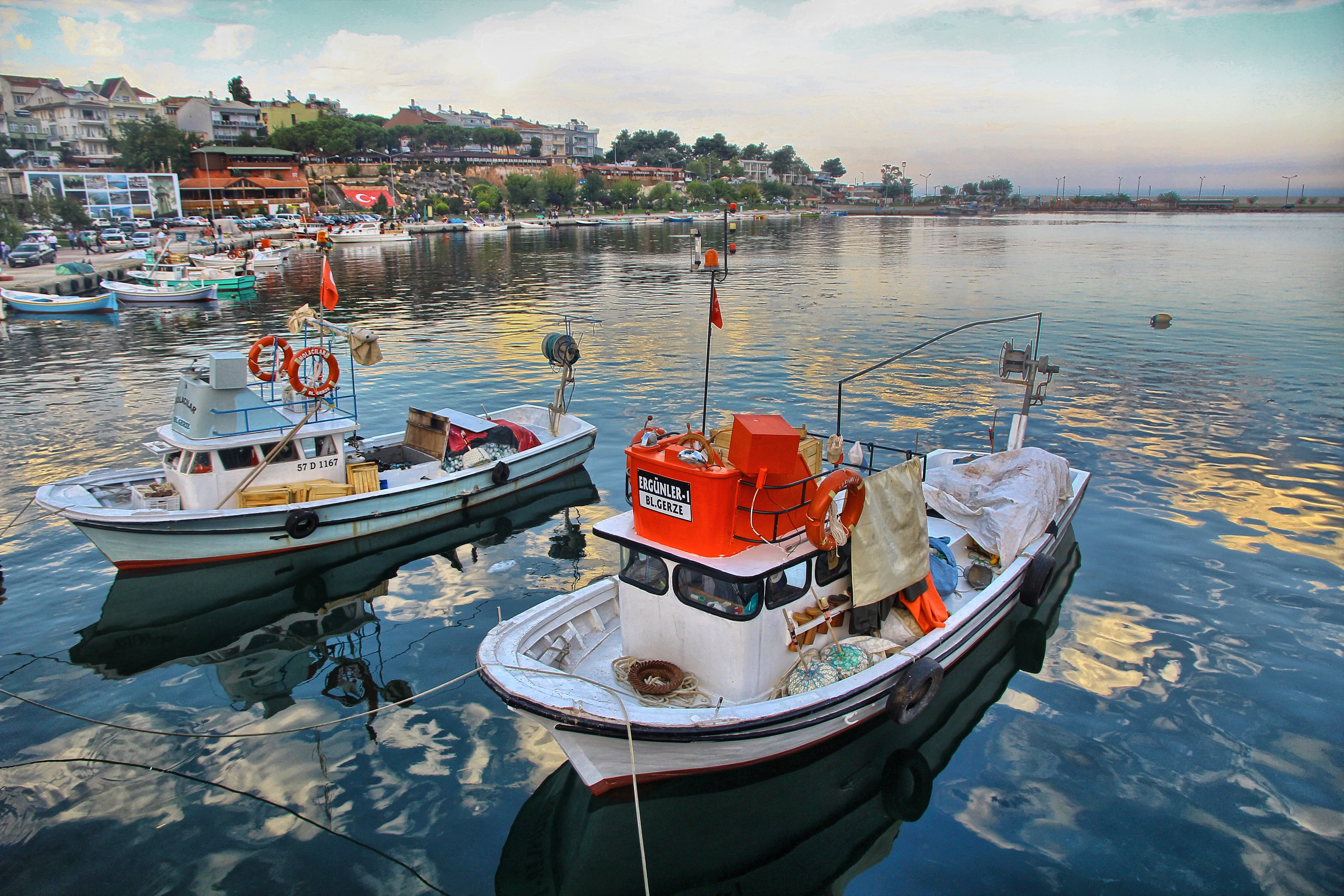
Gerze

Gerze là một huyện thuộc tỉnh Sinop, Thổ Nhĩ Kỳ. Huyện có diện tích 566 km² và dân số thời điểm năm 2007 là 19847 người, mật độ 35 người/km².